# Дзицюк Катерина
Катерина Дзіцюк (англ. Kateryna DZITSIUK  *нар.. 7 грудня 2004 року) — колишня українська фігуристка, що виступала у парному спортивному катанні з Іваном Павловим. Майстер спорту України.
Чемпіонка України з фігурного катання у 2020 році. Учасниця .юніорської серії Гран-прі та чемпіонату світу серед юніорів у 2020 році.
За підсумками останнього сезону в спортивній кар'єрі (станом на 6 березня 2020 року) Катерина з Іваном займали 55-е місце в рейтингу Міжнародного союзу ковзанярів (ІСУ).
Після завершення спортивної кар'єри почала тренувати дітей у київському клубі фігурного катання «Skating skills».

## Кар'єра
Катерина народилася 7 грудня 2004 року у Києві. Почала свій шлях у фігурному катанні в 2009 році, коли їй було 5 років.

### Сезон 2017—2018
У сезоні 2017—2018 брала участь з Олександром Хілініченко в 2-ому етапі Всеукраїнських змагань юних фігуристів, юнаків та дівчат. З результатом 32,29 балів вони посіли 1 місце. Після цього спортивна пара розпалася та закінчила спільні виступи.

### Сезон 2018—2019
У сезоні 2017—2018 Катерина брала участь у змаганнях у дисципліні жіноче одиночне катаннія. В Юнацькому чемпіонаті України зайняла 10 місце з результатом 100,56 балів (36,92 після короткої та 63,64 балів після довільної програми). З результатом 113,74 (39,20 в короткій та 79,54 в довільній програмі) балів вона посіла 6 місце в чемпіонта України 2019. Планувала взяти участь у чемпіонаті України серед юніорів 2019, але потім знялась зі змагань та знову повернулась до тренувань у дисципліні парне спортивне катання.

### Сезон 2019—2020
18-21 вересня 2019 року Павлов та Дзицюк брали участь у змаганнях п'ятого етапу юніорського Гран прі в польському Гданьську.
Наступним виступом спортивної пари був етап у Загребі, Хорватія. Катерина Дзицюк/Іван Павлов посіли сьоме місце на шостому етапі юніорської серії Гран прі, набравши за дві програми 133.96 балів (українці були сьомими в короткій програмі, а у довільній показали дев'яту суму балів — 84.90). При цьому фігуристи перевершили свої попередні результати та показали свій особистий найліпший результат на той момент.
У грудні вони виграли український національний чемпіонат, випередивши минулорічних чемпіонів — Софію Нестерову та Артема Даренського.
4 березня 2020 року їх пара дебютувала на чемпіонаті світу серед юніорів, де посіла у підсумку 12 місце (13 у короткій програмі та 12 у довільній).

## Конфлікт з УФФК
Уранці 20 березня 2020 року на офіційному сайті Української федерації фігурного катання був опублікований пресреліз про виключення з її членів Катерини Дзицюк та Івана Павлова та їхніх батьків — Алли Дзицюк і Алли Павлової. Їм було заборонено брати участь у міжнародних змаганнях і будь-яких заходах УФФК, а також припиняється надання їм щорічної матеріальної допомоги та баз для тренування в ДЮСШ «Лідер» і «Сюїта». Офіційна причина, згідно постанови, — «грубе порушення дисципліни батьками … та самими спортсменами … на чемпіонаті світу серед юніорів-2020». Крім того, постанова забороняє київським школам фігурного катання надавати доступ до льоду парі.
Обидві сторони визнають, що конфлікт тривав давно, а чемпіонат світу став остаточним приводом розірвати стосунки зі спортсменами 

## Програми
| Сезони    | Коротка програма (Short program)                                    | Довільна програма (Free skating)       |
| --------- | ------------------------------------------------------------------- | -------------------------------------- |
| 2019—2020 | - саундтрек до фільму «Король Артур» y виконанні Даніеля Пембертона | - саундтрек до фільму «Великий Гетсбі» |

## Спортивні досягнення
З Іваном Павловим
JGP: Юніорський Гран-прі
| Змагання                                             | Змагання   |
| Сезон                                                | 2019–20    |
| Міжнародні                                           | Міжнародні |
| ---------------------------------------------------- | ---------- |
| Чемпіонат світу серед юніорів (Junior Worlds)        | 12         |
| JGP Гран-Прі юніорів у Хорватії                      | 7          |
| JGP Гран-Прі юніорів у Польщі                        | 7          |
| Національні                                          |            |
| Чемпіонат України (Ukraine Champ.)                   | 1          |
| Чемпіонат України серед юніорів (Ukraine Jr. Champ.) | НС         |

## Найкращі результати за сезонами
| Сезон | 17–18 | 18-19  | 19–20  |
| ----- | ----- | ------ | ------ |
| Бали  | 32.29 | 113.74 | 162.81 |